# El Watan DZ
Pour les articles homonymes, voir Al-Watan (homonymie).
El Watan El Djazairia est une chaîne de télévision généraliste privée algérienne basée à Tunis lancée en 20 février 2014.
Le 7 octobre 2015, le ministère de la Communication annonce qu'il porte plainte contre la chaîne de télévision en l'accusant de « porter atteinte aux symboles de l'État et de la République ». Quelques jours plus tard, il ordonne la fermeture du bureau de la chaîne à Alger.

## Programmes
- Récolte Patrie (en arabe: حصاد الوطن)
- Je suis dans mon quartier (en arabe: أنا في حومتي)
- Beauté de vie (en arabe: زينة الحياة)
- Votre santé dans la balance (en arabe: صحتك في الميزان)
- Les angles économiques (en arabe: زوايا اقتصادية)
- Guérir les questionneurs (en arabe: شفاء السائلين)
- Les yeux de la Patrie (en arabe: عيون الوطن)
- Conversation de presse (en arabe: حديث الصحافة)
- 100% jeunes (en arabe: 100% شباب)
- Entretien particulier (en arabe: لقاء خاص)
- Dossiers (en arabe: ملفات)
- Trésors de l'Islam (en arabe: كنوز الاسلام)
- Notre rassemblement est bon (en arabe: لمتنا بنينة)

## Diffusion
El Watan Al Djazairia est disponible sur le satellite Nilesat à la fréquence 10921 V 27500.